# Flagge Kasachstans
Die Flagge Kasachstans (amtlich kasachisch Қазақстан туы Qazaqstan tuy oder russisch Флаг Казахстана) wurde am 4. Juni 1992 eingeführt. Sie zeigt eine goldene Sonne mit Steppenadler und Webmuster auf blauem Grund. Ihr Entwerfer war Schaken Nijasbekow.

## Symbolik
Die Nationalflagge besteht aus einem himmelblauen Tuch und zeigt an dessen linken Rand ein goldfarbenes Muster. Dieses Webmuster soll die Volkskunst des Kasachen-Khanats oder des kasachischen Volkes darstellen. In der Flaggenmitte ist eine Goldene Sonne mit 32 Strahlen und unterhalb der Sonne ein Steppenadler abgebildet. Aufgrund der goldenen Farbe wird der Adler im Deutschen gelegentlich fälschlich als „Steinadler“ (englisch: golden eagle) bezeichnet. Es handelt sich aber um den Steppenadler (Aquila nipalensis). Das Design stammt von Schaken Nijasbekow.
| System                      | Blau      | Gold       |
| --------------------------- | --------- | ---------- |
| RGB                         | 0-175-202 | 254-197-12 |
| Hexadezimale Farbdefinition | #00AFCA   | #FEC50C    |

Das himmelblaue Grundtuch steht für das Turkvolk der Kasachen. Es steht aber auch als Zeichen, dass das Volk der Kasachen hauptsächlich aus einer Verschmelzung  mittelasiatischer Turkvölker mit den Mongolen entstanden ist. Bei diesen Völkern hatte die Farbe Blau eine religiöse Bedeutung – sie stand für den hohen „Himmelsgott Gök-Tanry“, dem „Ewigen weiten blauen Himmel“. Heute symbolisiert die blaue Farbe nur noch den weiten Himmel – und somit die Freiheit – Kasachstans. Der Adler in der Flagge symbolisiert das Mongolenreich des Dschingis Khan. Dieser führte der Legende nach blaue Banner mit einem Adlersymbol. Das heutige Kasachstan wurde zwischen 1219 und 1222 von den Mongolen unterworfen und eingegliedert. Mit dem Symbol des Steppenadlers bekennt sich die überwiegend turkstämmige Bevölkerung zu ihrer mongolisch geprägten Vergangenheit.

Flagge des Präsidenten
Flagge der Landstreitkräfte
Flagge der Luftstreitkräfte
Flagge der Seestreitkräfte

## Geschichte

Flagge der Kasachischen SSR (1953–1991)

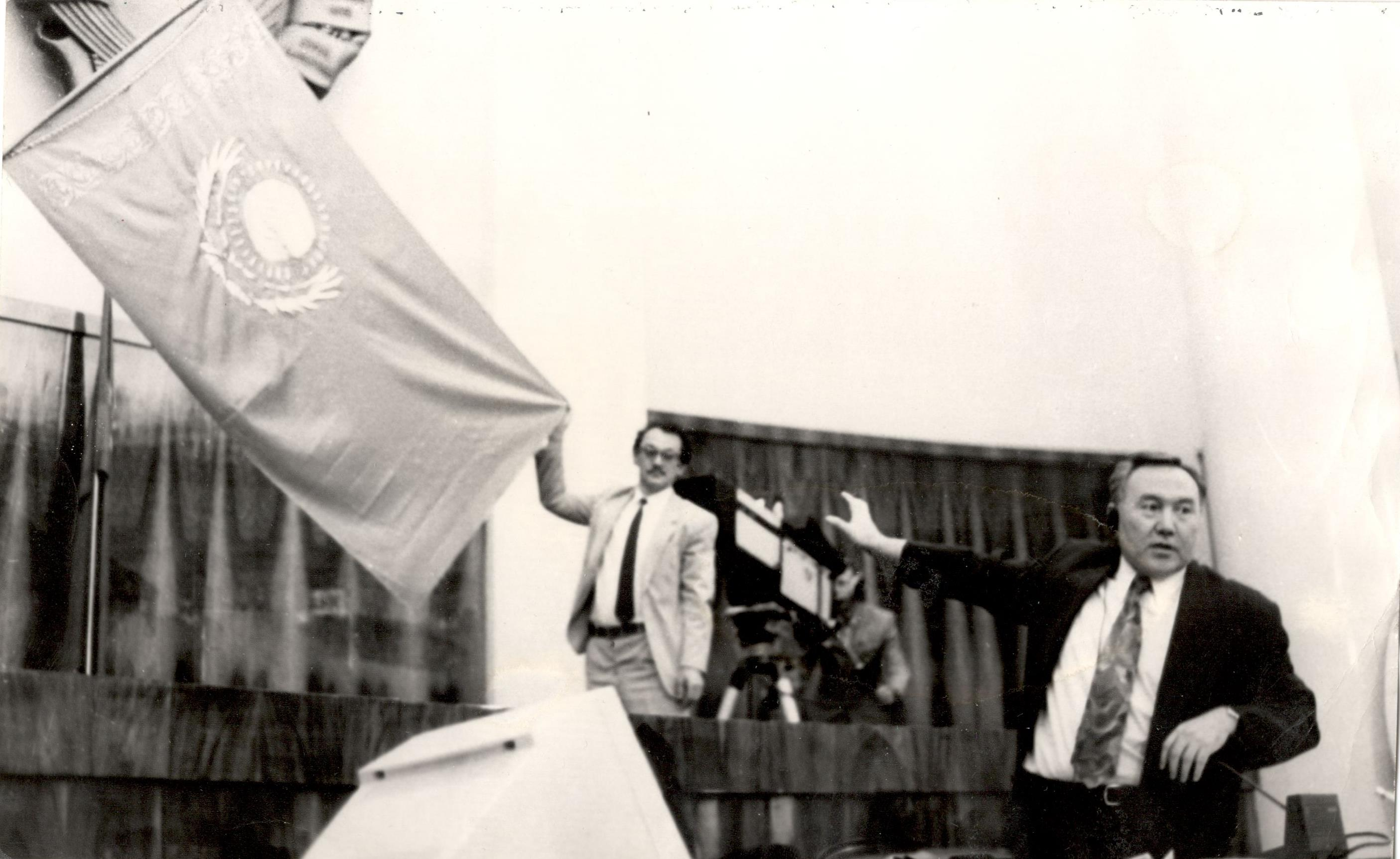
Präsident Nursultan Nasarbajew präsentiert die neue Flagge, 1992

1456 ging als Abspaltung aus dem Usbeken-Khanat das  Kasachen-Khanat hervor, das formal bis 1822 existierte. Eine türkische Briefmarke zeigt für das Khanat eine hellblaue Flagge mit einem weißen Ornament und drei weißen Sternen. Gerade die Sterne erscheinen aber als sehr modern für diese Region und Zeit. Bestätigte Quellen gibt es nicht. Die Bökey-Horde versuchte zwischen 1801 und 1845 das Khanat zu erneuern, doch 1854 löste sich das Kasachische Khanat endgültig auf.
Russland dehnte seit dem 18. Jahrhundert seinen Einfluss auf die Region aus und annektierte sie schließlich 1868. Nach dem Zusammenbruch des zaristischen Russland 1917 trat die kasachische Intelligenz in Form der „Alasch Orda“ an die Stelle der russischen Beamten. Russisch-Turkestan hatte nun eine bescheidene Autonomie erreicht. Die Flagge des „Alasch-Orda-Staates“ war  eindeutig türkisch geprägte: Ein rotes Tuch mit einem goldfarbenen Halbmond und Stern. Die Kommunisten gründeten 1918 auf dem zentralasiatischen Gebiet Russlands die Autonome Sozialistische Sowjetrepublik Turkestan, welche Flaggen im Sowjetstil führte: Rot mit dem Namen der Republik in goldener Schrift; auf der Rückseite fehlte die Beschriftung. Parallel dazu wurde im September 1921 in Samarkand die Union der zentralasiatischen islamischen Widerstandsorganisationen gegründet. Die sogenannten Basmatschi entwarfen eine Flagge für Turkestan, die bis Januar 1924, als die letzten Gebiete Westturkestans unter die Kontrolle der Roten Armee fielen, verwendet wurde. Die Flagge bestand aus fünf roten und vier weißen Streifen und einem orangen Rechteck, auf dem ein weißer Halbmond und ein weißer Stern abgebildet waren. Diese Flagge basierte auf der im September 1921 von der „Union der zentralasiatischen islamischen Widerstandsorganisationen“ vorgestellten All-Turkestanischen Flagge, die noch zusätzlich eine dünne blaue Umrandung trug und die ebenfalls bis Januar 1924 verwendet wurde.
1920 wurde die Kirgisische Autonome Sozialistische Sowjetrepublik gegründet, die 1925 in Kasachische Autonome Sozialistische Sowjetrepublik umbenannt wurde und schließlich am 6. Dezember 1936 zur Kasachischen SSR wurde. Am 26. März 1937 nahm die SSR ihre erste eigene Flagge nach sowjetischem Muster an: eine rote Flagge mit goldenem Hammer und Sichel und in Kasachisch und Russisch der Landesname: Qazaq SSR (Kazak SSR), später in kyrillischer Schrift Қазақ ССР, und Казахская ССР (Kasachskaja SSR). Am 24. Januar 1953 erhielt auch Kasachstan ein sowjetisches Einheitsmuster zur Flagge: die Staatsflagge der Sowjetunion, zu deren Unterscheidung in der unteren Hälfte ein blauer Streifen (für das Turkvolk der Kasachen) eingefügt war. Bei allen diesen Flaggen fehlten auf der Rückseite die goldenen Elemente.
Es gibt Berichte über provisorische Flaggen, die Anfang der 1990er Jahre verwendet wurden. Eine Variante zeigte die heutige Nationalflagge mit roten statt goldenen Ornamenten, andere Entwürfe zeigten ein goldenes Rub al-hizb auf blauem Grund. Diese inoffiziellen Flaggen können als Vorläufer der heutigen Nationalflagge angesehen werden, die schließlich am 4. Juni 1992 angenommen wurde.